# Bătuța, Arad
Bătuța (în maghiară Battuca) este un sat în comuna Bârzava din județul Arad, la limita între regiunile istorice Banat și Crișana, România. La recensământul din 2002, satul avea o populație de 96 locuitori. Satul are o stație de cale ferată. Biserica ortodoxă din sat a fost construită în anul 1884.